# Daniel Vencu Velasquez Castro
Daniel Agustin Vencu Velasquez Castro, född 22 september 1994 i Skärholmens församling i Stockholm, är en svensk politiker (socialdemokrat). Han är ordinarie riksdagsledamot sedan 2022, invald för Stockholms kommuns valkrets.
I riksdagen är han suppleant i näringsutskottet.